# Ernst von Hesse-Wartegg
 (février 2020).
Si vous disposez d'ouvrages ou d'articles de référence ou si vous connaissez des sites web de qualité traitant du thème abordé ici, merci de compléter l'article en donnant les références utiles à sa vérifiabilité et en les liant à la section « Notes et références ».
Ernst von Hesse-Wartegg, né le 21 février 1851 en Autriche (autour de Vienne) et mort le 17 mai 1918 à Tribschen (Lucerne, Suisse), est un écrivain et voyageur autrichien. Consul vénézuélien en Suisse de 1888 à 1918, il est l'auteur de 29 ouvrages.

## Biographie
Son origine familiale n'est pas connue; il a eu une fille illégitime qui tenta dans les années 1930 en vain de clarifier ses origines familiales. En 2012, plusieurs groupes de recherche n'ont pas trouvé davantage d'informations. De nouvelles recherches entreprises en 2017 démontrèrent que Hesse-Wartegg était né en Autriche mais avait pris la nationalité Américaine en 1887.
Ernst von Hesse-Wartegg épouse la cantatrice d'Opéra américaine Minnie Hauk en 1878. À partir de 1889 ils vivent à Tribschen, près de Lucerne. 
Durant sa vie, il entreprend de nombreux voyages à l'étranger: 1872 en Europe du Sud-Est, 1876 aux États-Unis, 1880 en Tunisie, 1881 en Égypte, 1883 au Canada et au Mexique. Suivront plusieurs voyages aux États-Unis et au Canada. En 1887 il visite le Venezuela, en 1892 le Maroc et l'Espagne. En 1894, il entreprend un long voyage en Asie de l'Est : Inde, Singapour, Hong-Kong, Chine, Japon et Corée. En 1898 il est de retour en Chine.
Les colonies allemandes des Mers du Sud font l'objet d'un autre voyage en 1900, ainsi que l'Inde et Ceylan en 1901. Enfin, il séjourne au Brésil en 1903, 1910 et 1913.
Mark Twain et Karl May, entre autres, tirèrent des informations pour leurs propres ouvrages des récits de voyage de Hesse-Wartegg.

## Travaux (Sélection)
- Die Werkzeugmaschinen zur Metall- und Holzbearbeitung. Leipzig 1874
- Der unterseeische Tunnel zwischen England und Frankreich. Leipzig 1875
- Atlantische Seebäder. Wien 1878
- Prairiefabriken. Leipzig 1878
- Nord-Amerika, seine Städte und Naturwunder, sein Land und seine Leute, Leipzig 1880
- Mississippifahrten. Leipzig 1881
- Tunis, Land und Leute. Wien 1882
- Canada und Neufundland. Freiburg im Breisgau 1888
- Mexiko, Land und Leute. Wien 1890
- Tausend und ein Tag im Occident. 3 Bde. Dresden 1896
- Die Einheitszeit nach Stundenzonen. Dresden 1892
- Chicago, eine Großstadt im amerikanischen Westen. Stuttgart 1892
- Curiosa aus der Neuen Welt. Leipzig 1893
- Andalusien. Leipzig 1894
- Korea. Dresden 1895
- China und Japan. Leipzig 1897
- Schan-tung und Deutsch-China. Leipzig 1897
- Siam, das Reich des weißen Elefanten. Leipzig 1899
- Samoa, Bismarck-Archipel und Neuguinea. Leipzig 1902
- Indien und seine Fürstenhöfe. Leipzig 1906
- Die Wunder der Welt. Leipzig 1912
- Zwischen Anden und Amazonas. Stuttgart 1915
- Die Balkanstaaten und ihre Völker. Regensburg 1917

## Travaux traduits (Sélection)
- Le Japon et les Japonais, Saint-Petersbourg, 1902 (en russe)

## Sources
- Hesse-Wartegg Ernst. dans: Österreichisches Biographisches Lexikon 1815–1950 (ÖBL). Vol. 2, Verlag der Österreichischen Akademie der Wissenschaften, Vienne 1959, p. 305.
- Andreas Dutz und Elisabeth Dutz: Ernst von Hesse-Wartegg. Reiseschriftsteller, Wissenschaftler, Lebemann. Böhlau-Verlag, Vienne 2017 (biographie et bibliographie détailées)  (ISBN 978-3205204381)